# Dean Baquet
Pour les articles homonymes, voir Baquet.
Dean P. Baquet est un journaliste américain né le 21 septembre 1956 à La Nouvelle-Orléans, en Louisiane. Il est depuis 2014 rédacteur en chef du New York Times.

## Dans la fiction
Il est incarné par Andre Braugher dans le film She Said (2022) de Maria Schrader.